# Telemaco Signorini
Telemaco Signorini (18 de agosto de 1835 – 1 de fevereiro de 1901) foi um pintor italiano que pertenceu ao grupo conhecido como Macchiaioli.